# Wekweeti
| Wekweètì                             |                         |
|                                      |                         |
| Coordenadas: 64°11′25"N, 114°10′58"O |                         |
| Território                           | Territórios do Noroeste |
| Incorporado em                       | 04/08/2005              |
|                                      |                         |
| Área                                 |                         |
| - Cidade                             | 14,66 km², 5,66 mi²     |
| Altitude                             | 368 m, 1.207 ft         |
| Fuso horário                         | UTC -7/-6               |
| População ([[]])                     |                         |
| - Cidade                             | 137                     |
| - Densidade                          | 9,3 hab/km², 27 hab/mi² |

Wekweeti (da Língua Dogrib, "lago de rochas", oficialmente Governo da Comunidade Tlicho de Wekweètì  é uma comunidade, localizada na Região de North Slave, nos Territórios do Noroeste, Canadá.
Até Agosto de 2005, o nome da cidade era escrito "Wekweti" e formalmente conhecida como "Snare Lakes" até 1998.
É uma comunidade aborígene, localizada a 195km de Yellowknife. Não há nenhum acesso a rodovia, sendo o lugar mais próximo uma mineradora de diamantes (Ekati Diamond Mine) localizada próxima a fronteira de Nunavut. 
A população é de aproximadamente 137 habitantes. A comunidade faz parte do Governo Tlicho.